# Benotti Berthold
Das Team Benotti Berthold ist ein deutsches Radsportteam mit Sitz in Mohlsdorf-Teichwolframsdorf im Landkreis Greiz, Thüringen und besitzt seit 2019 die Lizenz eines UCI Continental Teams.

## Organisation und Geschichte
Hauptsponsoren waren der sächsische Metallverarbeiter P&S Metalltechnik GmbH sowie der deutsche Radhersteller Benotti aus Niedersachsen, der zur Saison 2022 auch zweiter Titelsponsor wurde. Nach dem Rückzug von P&S Metalltechnik nach der Saison 2024 war das Team auf der Suche nach einem neuen Hauptsponsor und fusionierte letztendlich mit dem Berthold RadTeam zum Team Benotti Berthold.
Im Team sind ausschließlich deutsche Radrennfahrer. Haupteinsatzgebiet sind die Rennen der UCI Europe Tour und der Rad-Bundesliga. Bekanntester ehemaliger Fahrer des Teams ist Philipp Walsleben, der 2018 für das Team die Gesamtwertung der Rad-Bundesliga gewann und anschließend in den Profiradsport wechselte.

## Saison 2025
Mannschaft
| Teamkader 2025          | Teamkader 2025    | Teamkader 2025 | Teamkader 2025                         |
| Name                    | Geburtsdatum      | Land           | Vorheriges Team                        |
| ----------------------- | ----------------- | -------------- | -------------------------------------- |
| Anton Albrecht          | 6. Januar 1997    | Deutschland    |                                        |
| Calvin Dik              | 25. Februar 2000  | Deutschland    | Cologne Riders p/b Dauner-Akkon (2023) |
| Laurin Gabelica         | 17. Februar 2004  | Deutschland    | Santic-Wibatech (2024)                 |
| Albert Gathemann        | 3. November 2001  | Deutschland    | Dauner-AKKON (2022)                    |
| Tim Gloßner             | 30. Juni 2006     | Deutschland    |                                        |
| Jarno Grixa             | 14. Oktober 2003  | Deutschland    |                                        |
| Tim Kößler              | 10. April 2003    | Deutschland    |                                        |
| Tom Mai                 | 22. November 2000 | Deutschland    |                                        |
| Eric Meinberg           | 6. Juli 2006      | Deutschland    |                                        |
| Tobias Nolde            | 9. Dezember 1998  | Deutschland    | Heizomat rad-net.de (2018)             |
| Patrick Reißig          | 3. Juni 1994      | Deutschland    | Maloja Pushbikers (2024)               |
| Dominik Röber           | 12. Oktober 1999  | Deutschland    |                                        |
| Philip Weber            | 24. Juli 1998     | Deutschland    | Maloja Pushbikers (2024)               |
|                         |                   |                |                                        |
| Quelle: ProCyclingStats |                   |                |                                        |

Erfolge
| Siege | Siege  | Siege | Siege  | Siege  | Siege |
| Datum | Rennen | Staat | Klasse | Sieger |       |
| ----- | ------ | ----- | ------ | ------ | ----- |

## Saison 2024
Mannschaft
| Teamkader 2024          | Teamkader 2024   | Teamkader 2024 | Teamkader 2024                        |
| Name                    | Geburtsdatum     | Land           | Vorheriges Team                       |
| ----------------------- | ---------------- | -------------- | ------------------------------------- |
| Anton Albrecht          | 6. Januar 1997   | Deutschland    |                                       |
| Simon Baldus            | 2. August 1999   | Deutschland    |                                       |
| Lui Bengelsdorf         | 6. April 2005    | Deutschland    |                                       |
| Max-David Briese        | 1. Dezember 2003 | Deutschland    | Saris Rouvy Sauerland Team (2022)     |
| Albert Gathemann        | 3. November 2001 | Deutschland    | Dauner-AKKON (2022)                   |
| Jarno Grixa             | 14. Oktober 2003 | Deutschland    |                                       |
| Moritz Kärsten          | 1. April 2003    | Deutschland    | Development Team DSM-Firmenich (2023) |
| Richard Leu             | 20. Mai 2005     | Deutschland    |                                       |
| Tobias Nolde            | 9. Dezember 1998 | Deutschland    | Heizomat rad-net.de (2018)            |
| Dominik Röber           | 12. Oktober 1999 | Deutschland    |                                       |
|                         |                  |                |                                       |
| Quelle: ProCyclingStats |                  |                |                                       |

Erfolge
| Siege   | Siege                                     | Siege     | Siege  | Siege            | Siege |
| Datum   | Rennen                                    | Staat     | Klasse | Sieger           |       |
| ------- | ----------------------------------------- | --------- | ------ | ---------------- | ----- |
| 1. Sep. | In the footsteps of the Romans, 2. Etappe | Bulgarien | 2.2    | Albert Gathemann |       |

## Saison 2023
Mannschaft
| Teamkader 2023                  | Teamkader 2023    | Teamkader 2023 | Teamkader 2023                    |
| Name                            | Geburtsdatum      | Land           | Vorheriges Team                   |
| ------------------------------- | ----------------- | -------------- | --------------------------------- |
| Nick Bangert                    | 25. August 2004   | Deutschland    |                                   |
| Max-David Briese                | 1. Dezember 2003  | Deutschland    | Saris Rouvy Sauerland Team (2022) |
| Albert Gathemann                | 3. November 2001  | Deutschland    | Dauner-AKKON (2022)               |
| Jarno Grixa                     | 14. Oktober 2003  | Deutschland    |                                   |
| Vincent John (1. Jan.–15. Mär.) | 13. Dezember 2004 | Deutschland    |                                   |
| Eric Lutter                     | 1. Dezember 2001  | Deutschland    |                                   |
| Tobias Nolde                    | 9. Dezember 1998  | Deutschland    | Heizomat rad-net.de (2018)        |
| Tim Oelke                       | 4. Januar 2001    | Deutschland    |                                   |
| Jannis Peter                    | 30. Oktober 2000  | Deutschland    | Rad-net Rose Team (2021)          |
| Dominik Röber                   | 12. Oktober 1999  | Deutschland    |                                   |
| Jakob Schmidt                   | 30. Mai 2001      | Deutschland    |                                   |
| Luke Wilk                       | 16. Dezember 2001 | Deutschland    |                                   |
|                                 |                   |                |                                   |
| Quelle: ProCyclingStats         |                   |                |                                   |

Erfolge
| Siege | Siege  | Siege | Siege  | Siege  | Siege |
| Datum | Rennen | Staat | Klasse | Sieger |       |
| ----- | ------ | ----- | ------ | ------ | ----- |

## Saison 2022
Mannschaft
| Teamkader 2022             | Teamkader 2022    | Teamkader 2022 | Teamkader 2022             |
| Name                       | Geburtsdatum      | Land           | Vorheriges Team            |
| -------------------------- | ----------------- | -------------- | -------------------------- |
| Michel Aschenbrenner(Anm.) | 7. November 1999  | Deutschland    |                            |
| Tom Lindner(Anm.)          | 29. August 2001   | Deutschland    |                            |
| Eric Lutter                | 1. Dezember 2001  | Deutschland    |                            |
| John Mandrysch(Anm.)       | 18. Oktober 1996  | Deutschland    | Dauner D&DQ-Akkon (2018)   |
| Tobias Nolde               | 9. Dezember 1998  | Deutschland    | Heizomat rad-net.de (2018) |
| Tim Oelke                  | 4. Januar 2001    | Deutschland    |                            |
| Jannis Peter               | 30. Oktober 2000  | Deutschland    | Rad-net Rose Team (2021)   |
| Dominik Röber              | 12. Oktober 1999  | Deutschland    |                            |
| Jakob Schmidt              | 30. Mai 2001      | Deutschland    |                            |
| Immanuel Stark(Anm.)       | 10. Oktober 1994  | Deutschland    |                            |
| Luke Wilk                  | 16. Dezember 2001 | Deutschland    |                            |
|                            |                   |                |                            |
| Quelle: ProCyclingStats    |                   |                |                            |

Anmerkung: Michel Aschenbrenner, Karriereende des Sportlers
Anmerkung: Tom Lindner, Karriereende des Sportlers
Anmerkung: John Mandrysch, Karriereende des Sportlers
Anmerkung: Immanuel Stark, Karriereende des Sportlers

Erfolge
| Siege    | Siege                                                  | Siege       | Siege  | Siege        | Siege |
| Datum    | Rennen                                                 | Staat       | Klasse | Sieger       |       |
| -------- | ------------------------------------------------------ | ----------- | ------ | ------------ | ----- |
| 3. Jul.  | Deutsche Meisterschaften, Straßenrennen der U23-Männer | Deutschland | CN     | Jannis Peter |       |
| 26. Jul. | Memoriał Andrzeja Trochanowskiego                      | Polen       | 1.2    | Tobias Nolde |       |
| 28. Aug. | Bulgarien-Rundfahrt, 1. Etappe                         | Bulgarien   | 2.2    | Tobias Nolde |       |

## Saison 2021
Mannschaft
| Teamkader 2021          | Teamkader 2021    | Teamkader 2021 | Teamkader 2021              |
| Name                    | Geburtsdatum      | Land           | Vorheriges Team             |
| ----------------------- | ----------------- | -------------- | --------------------------- |
| Michel Aschenbrenner    | 7. November 1999  | Deutschland    |                             |
| Robert Jägeler          | 18. April 1996    | Deutschland    |                             |
| Tom Lindner             | 29. August 2001   | Deutschland    |                             |
| John Mandrysch          | 18. Oktober 1996  | Deutschland    | Dauner D&DQ-Akkon (2018)    |
| Tobias Nolde            | 9. Dezember 1998  | Deutschland    | Heizomat rad-net.de (2018)  |
| Tim Oelke               | 4. Januar 2001    | Deutschland    |                             |
| Robert Retschke         | 17. Dezember 1980 | Deutschland    | Team Lotto-Kern Haus (2018) |
| Dominik Röber           | 12. Oktober 1999  | Deutschland    |                             |
| Immanuel Stark          | 10. Oktober 1994  | Deutschland    |                             |
| Luke Wilk               | 16. Dezember 2001 | Deutschland    |                             |
| Yannik Niebergall       | 22. März 2002     | Deutschland    |                             |
|                         |                   |                |                             |
| Quelle: ProCyclingStats |                   |                |                             |

Erfolge
| Siege    | Siege                                         | Siege     | Siege  | Siege                | Siege |
| Datum    | Rennen                                        | Staat     | Klasse | Sieger               |       |
| -------- | --------------------------------------------- | --------- | ------ | -------------------- | ----- |
| 28. Jun. | In the footsteps of the Romans, 1. Etappe     | Bulgarien | 2.2    | Immanuel Stark       |       |
| 29. Jun. | In the footsteps of the Romans, Gesamtwertung | Bulgarien | 2.2    | Immanuel Stark       |       |
| 2. Jul.  | Bulgarien-Rundfahrt, 2. Etappe                | Bulgarien | 2.2    | Immanuel Stark       |       |
| 4. Jul.  | Bulgarien-Rundfahrt, 4. Etappe                | Bulgarien | 2.2    | Michel Aschenbrenner |       |
| 5. Jul.  | Bulgarien-Rundfahrt, Gesamtwertung            | Bulgarien | 2.2    | Immanuel Stark       |       |

## Saison 2020
Mannschaft
| Teamkader 2020       | Teamkader 2020    | Teamkader 2020 | Teamkader 2020              |
| Name                 | Geburtsdatum      | Land           | Vorheriges Team             |
| -------------------- | ----------------- | -------------- | --------------------------- |
| Michel Aschenbrenner | 7. November 1999  | Deutschland    |                             |
| René Hooghiemster    | 30. Juli 1986     | Niederlande    | Koga (2014)                 |
| Robert Jägeler       | 18. April 1996    | Deutschland    |                             |
| Tobias Nolde         | 9. Dezember 1998  | Deutschland    | Heizomat rad-net.de (2018)  |
| Robert Retschke      | 17. Dezember 1980 | Deutschland    | Team Lotto-Kern Haus (2018) |
| Dominik Röber        | 12. Oktober 1999  | Deutschland    |                             |
| Immanuel Stark       | 10. Oktober 1994  | Deutschland    |                             |
| Paul Konrad Jägeler  | 20. August 2001   | Deutschland    |                             |
| Luke Wilk            | 16. Dezember 2001 | Deutschland    |                             |
| Tom Lindner          | 29. August 2001   | Deutschland    |                             |
| Tim Oelke            | 4. Januar 2001    | Deutschland    |                             |
| John Mandrysch       | 18. Oktober 1996  | Deutschland    | Dauner D&DQ-Akkon (2018)    |
|                      |                   |                |                             |
| Quelle: UCI          |                   |                |                             |

Erfolge
| Datum         | Rennen                                      | Kat. | Sieger               |
| ------------- | ------------------------------------------- | ---- | -------------------- |
| 10. September | 2. Etappe Course de la Solidarité Olympique | 2.2  | Michel Aschenbrenner |

- Deutscher Vize-Meister der Steher, Robert Retschke

## Saison 2019
Mannschaft
| Teamkader 2019                      | Teamkader 2019    | Teamkader 2019 | Teamkader 2019              |
| Name                                | Geburtsdatum      | Land           | Vorheriges Team             |
| ----------------------------------- | ----------------- | -------------- | --------------------------- |
| Michel Aschenbrenner                | 7. November 1999  | Deutschland    |                             |
| Robert Jägeler                      | 18. April 1996    | Deutschland    |                             |
| John Mandrysch                      | 18. Oktober 1996  | Deutschland    | Dauner D&DQ-Akkon (2018)    |
| Tobias Nolde                        | 9. Dezember 1998  | Deutschland    | Heizomat rad-net.de (2018)  |
| Robert Retschke                     | 17. Dezember 1980 | Deutschland    | Team Lotto-Kern Haus (2018) |
| Dominik Röber                       | 12. Oktober 1999  | Deutschland    |                             |
| Fabian Schormair                    | 23. Oktober 1994  | Deutschland    | Team Lotto-Kern Haus (2018) |
| Immanuel Stark                      | 10. Oktober 1994  | Deutschland    |                             |
| Jonas Sonnleitner (1. Mai–31. Dez.) | 27. August 1997   | Deutschland    |                             |
| Fabian Käßmann                      | 16. Oktober 1998  | Deutschland    |                             |
| Jonathan Dinkler                    | 8. Mai 1995       | Deutschland    |                             |
|                                     |                   |                |                             |
| Quelle: ProCyclingStats             |                   |                |                             |

Erfolge
- Zweiter Platz Einzelwertung Rad-Bundesliga, John Mandrysch
- Fünfter Platz Einzelwertung Rad-Bundesliga, Dominik Röber
- Dritter Platz Mannschaftswertung Rad-Bundesliga
- Deutscher Vize-Bergmeister, John Mandrysch
- Qualifikation Deutschland Tour
- Puchar Uzdrowisk Karpackich, John Mandrysch

## Saison 2018
Mannschaft
| Teamkader 2018       | Teamkader 2018    | Teamkader 2018 | Teamkader 2018         |
| Name                 | Geburtsdatum      | Land           | Vorheriges Team        |
| -------------------- | ----------------- | -------------- | ---------------------- |
| Philipp Walsleben    | 19. November 1987 | Deutschland    | Corendon-Circus (2018) |
| Immanuel Stark       | 10. Oktober 1994  | Deutschland    |                        |
| Dominik Röber        | 12. Oktober 1999  | Deutschland    |                        |
| Robert Jägeler       | 18. April 1996    | Deutschland    |                        |
| Toni Franz           | 5. Januar 1997    | Deutschland    |                        |
| Markus Wille         | 21. Dezember 1999 | Deutschland    |                        |
| Michel Aschenbrenner | 7. November 1999  | Deutschland    |                        |
| Jonathan Dinkler     | 8. Mai 1995       | Deutschland    |                        |
| Fabian Käßmann       | 16. Oktober 1998  | Deutschland    |                        |
|                      |                   |                |                        |
| Quelle: UCI          |                   |                |                        |

Erfolge
- Deutscher Bergmeister, Immanuel Stark
- Erster Platz Einzelwertung Rad-Bundesliga, Philipp Walsleben
- Dritter Platz Mannschaftswertung Rad-Bundesliga
- Erster Platz Bałtyk-Karkonosze Tour, Philipp Walsleben

## Platzierungen in der UCI-Weltrangliste
| World Ranking | World Ranking | World Ranking                 | World Ranking |
| Jahr          | Teamwertung   | Einzelwertung                 |               |
| ------------- | ------------- | ----------------------------- | ------------- |
| 2019          | 162.          | John Mandrysch (1331. )       |               |
| 2020          | 163.          | Michel Aschenbrenner (1528. ) |               |
| 2021          | 86.           | Immanuel Stark (456. )        |               |
| 2022          | 110.          | Tobias Nolde (625. )          |               |
| 2023          | 191.          | Jannis Peter (2301. )         |               |
| 2024          | 169.          | Tobias Nolde (1404. )         |               |
|               |               |                               |               |
| Quelle: UCI   |               |                               |               |